# 유종천
유종천(1956년 3월 25일~)은 삼미 슈퍼스타즈에서 뛰었던 전 야구선수다. 1983년 삼미 슈퍼스타즈에 입단하여 등번호 14번을 달았으며 5경기에 모두 선발로 등판했다. 그러나 17이닝 1승 2패 평균자책점 7.94의 저조한 성적을 기록하고 은퇴했다.

## 출신 학교
- 배문고등학교
- 성균관대학교

## 같이 보기
- 삼미 슈퍼스타즈 연도별 선수 명단